# Honda Shadow VT750
La Honda Shadow VT750 es una motocicleta de estilo crucero fabricada y comercializada por Honda desde 1983 como parte de la línea de motocicletas Shadow de Honda.

## Historia
La "VT750C" se introdujo al mercado en 1983 junto con la VT500c, naciendo la familia de motocicletas Shadow de la Honda. Características especiales para identificarla eran su faro redondo, el tablero de instrumentos y la salpicadera delantera cromada. El respaldo trasero era equipo de norma. Los paneles laterales tenían el letrero "Shadow 750" pintado. El motor era un bicilíndrico en V, con un desplazamiento de 749 cc SOHC de 3 válvulas por cilindro enfriado a líquido. Caja de 6 velocidades con transmisión final a eje cardán.
La "VT700C" fue introducida en 1984 como resultado directo de las tarifas impuestas a las importaciones de motocicletas japonesas. Estados Unidos incrementó las tarifas de importación para las motocicletas japonesas con motores de desplazamiento mayor a 700 cc. Así que la capacidad del motor de 750 cc se redujo a 700  para lograr introducir las motos al mercado norteamericano. Las características especiales de identificación son su faro redondo, el tablero de instrumentos y la salpicadera delantera cromada. La rueda delantera tenía freno de doble disco y 2 cornetas de claxon montadas al frente. Los paneles laterales tenían la leyenda "Shadow 700". El motor era un bicilíndrico en V enfriado a líquido, con SOHC y 3 válvulas por cilindro de 694 cc de capacidad, con caja de 6 velocidades y transmisión de cardán. De 1984 a 1987. Se usaron buzos hidráulicos para las válvulas y 2 bujías por cilindro. La "VT750C" siguió disponible para los demás países.
En 1985, la "VT700C" tenía paneles laterales cromados. El motor era el mismo que el motor del modelo de 1984.
En 1986, el guardabarros trasero cambió a un estilo más redondeado en la "VT700C". El motor se mantuvo igual al de 1984 con excepción de que estaba pulido en lugar de negro y el panel lateral derecho del motor pintado de negro. Los silenciadores estaban más abajo y eran más rectos Los estribos delanteros y controles se movieron hacia adelante. Los estribos traseros se hicieron sólidos y el respaldo trasero se hizo opcional para ese año. Las Llantas cambiaron de 10 a 5 brazos y los tapones estaban cromados. La "VT750C" siguió disponible para los demás países.
La "VT700C" de 1987 tenía el mismo motor que el modelo de 1986 pero sin el desplazamiento pintado en los paneles laterales. Los paneles laterales eran cromados y las llantas eran de 5 brazos con freno de disco sencillo en la rueda delantera.
La "VT750C" siguió estando disponible fuera de los Estados Unidos con su mayor desplazamiento.
En 2004, la VT750C Shadow Aero fue rediseñada con guardabarros (salpicaderas) con faldones más grandes para crear una imagen más retro. También cambió de transmisión final de cadena a un eje cardán sellado el cual requiere de un menor mantenimiento. El motor se mantuvo en V pero tenía 2 bujías por cilindro par incrementar la eficiencia en la combustión. Se le eliminó un carburador de modo que pasó a tener un solo carburador para los 2 cilindros.
En 2010, se cambió el estilo a la VT750RS (VT750S fuera de EE. UU.) con una cadena de transmisión sellada (O-ring chain|O-ring-sealed chain) al lado de sus más pesadas compañeras la Shadow Phantom, la Aero y la Spirit 750 de transmisión de cardán.